# Ikebukuro

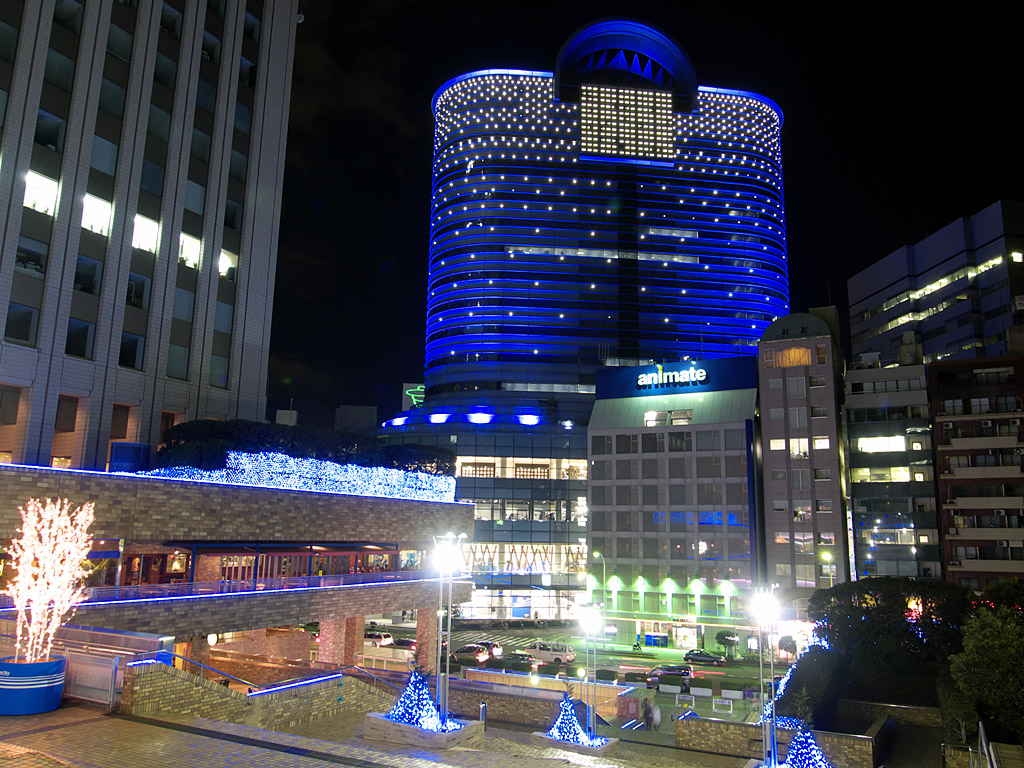
Toyota amlux.

Ikebukuro (池袋) est un quartier fréquenté de Tokyo, principalement actif dans le domaine du commerce, de la restauration et du spectacle. Il est situé dans l'arrondissement de Toshima. La plus grande librairie du Japon, Junkudō, y est implantée à l'est, alors qu'à l'ouest est située l'université Rikkyō. Il est également le lieu où se déroule l'action des séries TV et manga Ikebukuro West Gate Park et Durarara!!. Un des plus hauts gratte-ciel de Tōkyō, le Sunshine 60, construit dans le complexe Sunshine City, possède le premier aquarium construit dans ce type d'immeuble.

## Transport

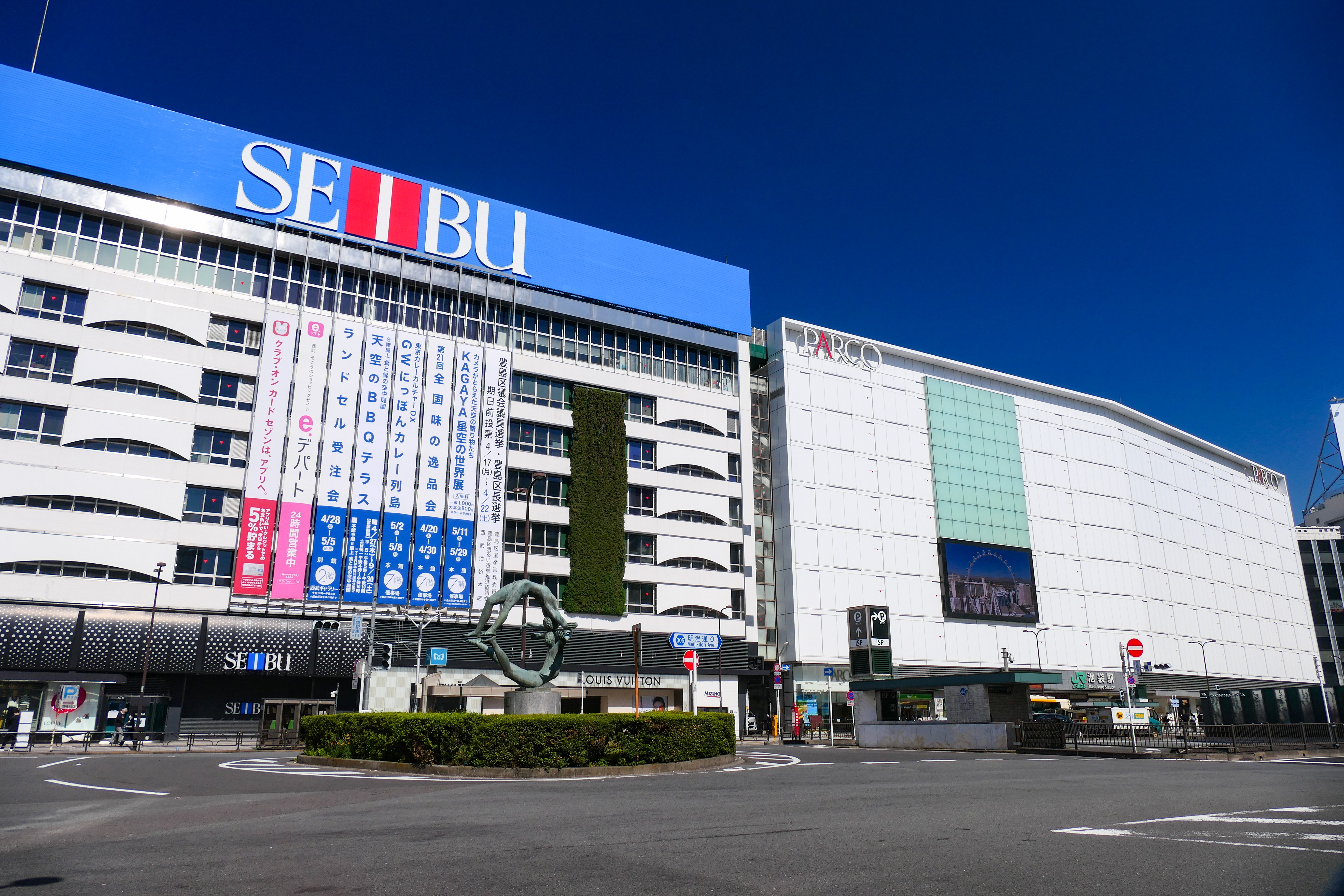
Gare d'Ikebukuro.

Le quartier est desservi par la gare d'Ikebukuro, où se croisent les lignes :
- de la compagnie JR East :
  - ligne Saikyō,
  - ligne Yamanote,
  - ligne Shōnan-Shinjuku ;
- de la compagnie Seibu :
  - ligne Ikebukuro ;
- de la compagnie Tōbu :
  - ligne Tōjō ;
- de la compagnie Tokyo Metro :
  - ligne Marunouchi,
  - ligne Yūrakuchō,
  - ligne Fukutoshin.